# Kamikaze (cocktail)
 (décembre 2017).
Si vous disposez d'ouvrages ou d'articles de référence ou si vous connaissez des sites web de qualité traitant du thème abordé ici, merci de compléter l'article en donnant les références utiles à sa vérifiabilité et en les liant à la section « Notes et références ».
Pour les articles homonymes, voir Kamikaze (homonymie).
Le Kamikaze (神風 vent divin, en japonais) est un cocktail à base de vodka, de triple sec, et de jus de citron vert. Cocktail officiel de l'IBA, variante des Margarita, Balalaïka, Blue Lagoon ou White Lady…, il est baptisé du nom des kamikazes japonais de la guerre du Pacifique.

## Historique
Ce cocktail est né aux États-Unis après la guerre du Pacifique (1941-1945) de la Seconde Guerre mondiale (1939-1945).

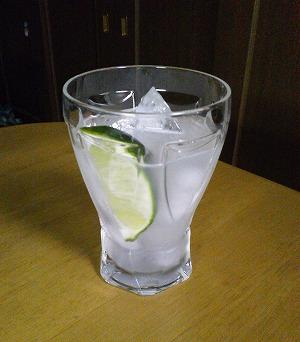

Il est baptisé du nom des forces spéciales kamikazes de l'empire du Japon (pilotes commandos suicidaires, de l'aviation impériale japonaise, qui se sacrifiaient selon les codes traditionnels du Bushido des Samouraïs, par des missions-suicides, en s'écrasant délibérément avec leurs célèbres avions de chasse ZÉRO chargés d'explosifs, après un dernier verre de Saké, sur les navires de guerre de la marine américaine et de leurs alliés, pour les couler.

## Recette
- 1/3 de vodka
- 1/3 de triple sec (Cointreau, Curaçao ou Grand Marnier)
- 1/3 de jus de citron vert

Secouez tous les ingrédients au shaker, avec de la glace pilée. Servir dans un verre à cocktail, avec une tranche de citron vert pour la décoration.
Il est également possible d'ajouter du sucre de canne.

## Variantes
De nombreuses variantes de dosages sont possibles :
- White Lady
- Balalaïka
- Margarita
- Blue Lagoon
- Cosmopolitan